# Campeonato Mundial de Voleibol Femenino Sub-19
El Campeonato Mundial de Voleibol Femenino Sub-19 es una competición internacional de voleibol. Desde 1989, en Curitiba, Brasil, tiene lugar cada dos años. Los equipos se componen por mujeres de dieciocho años o menos. El equipo más ganador es China, con cuatro títulos en esta competencia.
Hasta la edición de 2021, los equipos se componían por mujeres de diecisiete años o menos. Pero, en marzo de 2022, la FIVB resolvió cambiar la edad máxima de participación a dieciocho años para equipararlo con la competencia masculina.

## Palmarés
| N.º   | Año  | Sede                             |                 |                      |                 | 4.º            |
| ----- | ---- | -------------------------------- | --------------- | -------------------- | --------------- | -------------- |
| I     | 1989 | Curitiba                         | Unión Soviética | Brasil               | Japón           | Corea del Sur  |
| II    | 1991 | Lisboa                           | Corea del Sur   | Brasil               | Unión Soviética | Japón          |
| III   | 1993 | Bratislava                       | Rusia           | Japón                | Corea del Sur   | Perú           |
| IV    | 1995 | Orleans                          | Japón           | Rusia                | Italia          | Brasil         |
| V     | 1997 | Chiang Mai                       | Brasil          | Rusia                | Italia          | Corea del Sur  |
| VI    | 1999 | Funchal                          | Japón           | Brasil               | Corea del Sur   | Polonia        |
| VII   | 2001 | Pula                             | China           | Brasil               | Polonia         | Italia         |
| VIII  | 2003 | Wloclawek                        | China           | Italia               | Brasil          | Estados Unidos |
| IX    | 2005 | Macao                            | Brasil          | Rusia                | Italia          | Estados Unidos |
| X     | 2007 | Mexicali/Tijuana                 | China           | Turquía              | Rusia           | Serbia         |
| XI    | 2009 | Nakhon Ratchasima                | Brasil          | Serbia               | Bélgica         | Turquía        |
| XII   | 2011 | Ankara                           | Turquía         | China                | Serbia          | Polonia        |
| XIII  | 2013 | Nakhon Ratchasima                | China           | Estados Unidos       | Brasil          | Perú           |
| XIV   | 2015 | Lima                             | Italia          | Estados Unidos       | China           | Turquía        |
| XV    | 2017 | Rosario/Santa Fe                 | Italia          | República Dominicana | Rusia           | Turquía        |
| XVI   | 2019 | El Cairo                         | Estados Unidos  | Italia               | Brasil          | China          |
| XVII  | 2021 | Durango                          | Rusia           | Italia               | Estados Unidos  | Serbia         |
| XVIII | 2023 | / Szeged/Osijek                  | Estados Unidos  | Turquía              | Italia          | Japón          |
| XIX   | 2025 | / Osijek/Vrnjačka Banja,Trstenik | Bulgaria        | Estados Unidos       | Polonia         | Turquía        |

| Sede | Países |
| ---- | --- |
| 3    | Tailandia (1997, 2009, 2013) Croacia (2001, 2023, 2025) |
| 2    | Portugal (1991, 1999) |
| 1    | Argentina (2017) Perú (2015) Turquía (2011) México (2007) Macao (2005) Polonia (2003) Francia (1995) Eslovaquia (1991) Brasil (1989) Hungría (2023) Serbia (2025) |

## Medallero
- Actualizado hasta Croacia y Serbia 2025

| Núm. | País                 | Oro | Plata | Bronce | Total |
| ---- | -------------------- | --- | ----- | ------ | ----- |
| 1    | China                | 4   | 1     | 1      | 6     |
| 2    | Brasil               | 3   | 4     | 3      | 10    |
| 3    | Italia               | 2   | 3     | 4      | 9     |
| 4    | Rusia                | 2   | 3     | 2      | 7     |
| 5    | Estados Unidos       | 2   | 3     | 1      | 6     |
| 6    | Japón                | 2   | 1     | 1      | 4     |
| 7    | Turquía              | 1   | 2     | 0      | 3     |
| 8    | Corea del Sur        | 1   | 0     | 2      | 3     |
| 9    | Unión Soviética      | 1   | 0     | 1      | 2     |
| 10   | Bulgaria             | 1   | 0     | 0      | 1     |
| 11   | Serbia               | 0   | 1     | 1      | 2     |
| 12   | República Dominicana | 0   | 1     | 0      | 1     |
| 13   | Polonia              | 0   | 0     | 2      | 2     |
| 14   | Bélgica              | 0   | 0     | 1      | 1     |
|      | TOTAL                | 19  | 19    | 19     | 57    |

## MVPpor edición
- 1997:  Brasil: Erika Coimbra
- 2005:  Brasil: Natalia Pereira
- 2007:  China: Chen Zhan
- 2009:  Brasil: Samara Almeida
- 2011:  Turquía: Damla Çakıroğlu
- 2013:  China: Xinyue Yuan
- 2015:  Italia: Paola Egonu
- 2017:  Italia: Elena Pietrini
- 2019:  Estados Unidos: Jessica Mruzik
- 2021:  Rusia: Natalia Suvorova
- 2023:  Estados Unidos: Abigail Vander Wal
- 2025:  Bulgaria: Dimana Ivanova